# Maxine Doyle
Maxine Doyle (1 de enero de 1915 — 7 de mayo de 1973) fue una actriz cinematográfica estadounidense.

## Biografía
Nacida en San Francisco (California), hizo casi cuarenta filmes entre 1933 y 1946, siendo conocida por sus actuaciones en producciones de Republic Pictures.
Estuvo casada con el director cinematográfico William Witney, a quien conoció mientras rodaba el serial S.O.S. Coast Guard (1937); la pareja tuvo un hijo.
Maxine Doyle falleció en Hollywood, California, en 1973, a causa de un cáncer. Tenía 58 años de edad. Fue enterrada en el Cementerio Forest Lawn Memorial Park de Glendale, California.  